# Parafia Matki Bożej Nieustającej Pomocy w Drawnie
Parafia pod wezwaniem Matki Bożej Nieustającej Pomocy w Drawnie – parafia rzymskokatolicka należąca do dekanatu Drawno, archidiecezji szczecińsko-kamieńskiej, metropolii szczecińsko-kamieńskiej. Siedziba parafii mieści się w Drawnie przy Placu Wolności. Prowadzą ją księża diecezjalni.